# Julián Palacios Salinero
Julián Palacios Salinero (f. 1911) fue un industrial español.

## Biografía
Implicado en el negocio de la litografía y la imprenta, estas les debían a su actividad e iniciativas notables desarrollos, según Ossorio y Bernard. Publicó durante veinte años el semanario taurino La Lidia, en el que figuraron firmas como las de Antonio Peña y Goñi, José Sánchez de Neira y Mariano del Todo y Herrero. En 1894, Palacios pretendió imprimirle un carácter más general y artístico e introdujo en él notable colaboración literaria y las tiradas tipográficas en colores. En 1887, fundó El Mundo de los Niños, que luego sostendría a lo largo de varios años. Falleció en 1911.